# Société des travaux ferroviaires
La Société des travaux ferroviaires (SOTRAFER) est une société tunisienne fondée en 1984. Elle est specialisée dans la construction et les travaux sur les voies ferrées, comme le renouvellement des voies existantes, la pose de nouvelles voies (train et métro), l'entretien des voies, l'aménagement des voies des gares, etc.
La Société nationale des chemins de fer tunisiens détient la totalité du capital de la SOTRAFER.

## Direction
Du 16 août 2017 au 15 décembre 2020, Abdallah Nagati est le PDG de la SOTRAFER ; Jamel Bettaïeb lui succède à ce poste,.

## Siège social
La société a son siège social au numéro 38 de la rue Kheireddine-Barbarousse à Tunis.